# 群丰镇
群丰镇，是中华人民共和国湖南省株洲市天元区下辖的一个乡镇级行政单位。

## 行政区划
群丰镇下辖以下地区：
新街社区、长岭社区、白莲社区、高台岭社区、合花社区、江璜社区、妙泉社区、旗云社区、石塘社区、湘滨社区、湘云社区、响塘社区、新塘社区、竹溪社区、栗山村和新文村。

## 交通
- 京广高速铁路：株洲西站